# Phorotrophus magnificus
Phorotrophus magnificus là một loài tò vò trong họ Ichneumonidae.